# Połubotky
Połubotky (ukr. Полуботки) – wieś na Ukrainie, w obwodzie czernihowskim, w rejonie czernihowskim, w hromadzie Nowyj Biłous. W 2001 liczyła 249 mieszkańców, spośród których 208 wskazało jako ojczysty język ukraiński, 40 rosyjski, a 1 białoruski.